# Saint-Maurice, Bas-Rhin
Saint-Maurice là một xã thuộc tỉnh Bas-Rhin trong vùng Grand Est đông bắc Pháp.